# Приворотень ослаблий
Приворотень ослаблий (Alchemilla languescens) — вид квіткових рослин родини трояндових (Rosaceae).

## Поширення
Ендемік України.
В Україні росте в гірському Криму.